# Alex Carrington
Alex Carrington (Tupelo, 19 giugno 1987) è un giocatore di football americano statunitense che gioca nel ruolo di defensive end nella National Football League (NFL). Fu scelto nel corso del terzo giro (72º assoluto) del Draft NFL 2010 dai Buffalo Bills. Al college ha giocato a football all'Università statale dell'Arkansas.

## Carriera professionistica

### Buffalo Bills
Carrington fu scelto nel corso del terzo giro del Draft NFL 2010 dai Buffalo Bills. Nella sua stagione da rookie disputò 9 gare, nessuna delle quali come titolare, mettendo a segno 9 tackle e un sack nella gara della settimana 12 contro i Pittsburgh Steelers. Nella stagione 2011, Carrington disputò tutte le 16 gare della stagione regolare, sei delle quali come titolare, con 11 tackle e 1 sack. Nel 2012 mise a segno 19 tackle e 2 sack in 16 gare (nessuna come titolare).

### St. Louis Rams
Il 25 marzo 2014, Carrington firmò coi St. Louis Rams.